# Сафура Алізаде
Сафура Алізаде, або Сафура (азерб. Səfurə Əlizadə, 20 вересня 1992, Баку) — азербайджанська співачка. Представниця Азербайджану на пісенному конкурсі Євробачення 2010 в Осло із піснею «Drip Drop».

## Біографія
Сафуре Алізаде народилася 20 вересня 1992 року в Баку. Батько співачки художник за фахом, а мати — піаністка і модельєр. Сафура почала співати в 4 роки, а в 6 років вперше виступила на сцені, і з тих пір практично постійно бере участь в різних музичних конкурсах. Вона переможниця популярного в Азербайджані телевізійного музичного проєкту «Нова Зірка». Співала в дитячих ансамблях «Шярг улдузлари» — Вагіфа Герайзаде і «Бюльбюлляр» — Айбеніз Ашумової.
Вчилася у трьох школах, починаючи з хореографічного училища, потім, з п'ятого класу — у середній школі № 164, а з восьмого в середній школі № 23. Музичну школу закінчила за класом скрипки, але завжди мріяла освоїти саксофон, що й зробила. Крім скрипки і саксофона, грає також на піаніно.